# Bactrocera lipsanus
Bactrocera lipsanus
 es una especie de díptero que Friedrich Georg Hendel describió por primera vez en 1915. Bactrocera lipsanus pertenece al género Bactrocera de la familia Tephritidae. Esta especie como plaga agrícola ha sido atacada por los agricultores en Taiwán.